# مونزونو
مونزونو (بالإيطالية: Monzuno)‏ هي بلدية في مقاطعة بولونيا في إقليم إميليا رومانيا الإيطالي.

## السكان
في سنة 1861 بلغ عدد السكان 3٬969 نسمة، وتطور العدد ليصل في سنة 2011 لـ 6٬133 نسمة.
يظهر هذا المخطط البياني تطور النمو السكاني لـ مونزونو